# イグナシオ・ルイス
イグナシオ・ルイス（Ignacio Ruiz、2001年1月3日 - ）は、トップ14USAペルピニャンに所属するラグビー選手。

## プロフィール
- アルゼンチン・ブエノスアイレス出身[1]。
- ポジションはフッカー(HO)。
- 身長 188cm、体重 104kg
- アルゼンチン代表キャップは6（2024年3月現在）でラグビーワールドカップ2023のアルゼンチン代表に選ばれた[2]。

## 略歴
レガータス、ハグアレス、ロンドン・アイリッシュを経て、2023年、USAペルピニャンに加入。